# Julian Schwanitz
Julian Schwanitz (* 1982 in Aachen) ist ein deutscher Kameramann, Dokumentarfilmer und Regisseur.
Julian Schwanitz begann ein Kamera- und Filmstudium an der Fachhochschule Dortmund. Später ging er nach Schottland, wo er sein Studium fortsetzte. Nach dem Abschluss absolvierte er ein Postgraduierten-Studium in Dokumentarfilmregie am Edinburgh College of Art. Seine Abschlussarbeit war der Film Kirkcaldy Man über den zweifachen Dart-Weltmeister Jocky Wilson, bei dem er Regie führte. Für diesen Film wurde er mit zwei Preisen ausgezeichnet, 2011 mit der Goldenen Taube des Internationalen Leipziger Festivals für Dokumentar- und Animationsfilm sowie 2013 den New Talent Award der British Academy of Film and Television Arts (BAFTA). Seit 2008 erhielt er zahlreiche Auszeichnungen für seine Filme, 2012 und 2013 als Kameramann allein sechs Preise für Pablo’s Winter.

## Filmographie (Auswahl)

### Als Kameramann
- 2013 My Brother the Ark Raider
- 2013 Nae Pasaran
- 2013 Mura
- 2013 Strayed
- 2012 Pablo’s Winter
- 2012 Polaris
- 2011 Sweetheart
- 2011 Disco
- 2010 Wind Over Lake
- 2009 Old Land
- 2009 The Way to Macondo

### Als Regisseur
- 2011 Kirkcaldy Man (sowie Produktion und Verleih)